# اوبرتال (زارلاند)
اوبرتال (زارلاند) (به آلمانی: Oberthal) یک شهر در آلمان است که در سانکت وندل واقع شده‌است. اوبرتال ۶٬۴۳۶ نفر جمعیت دارد.